# (49700) Mather
(49700) Mather est un astéroïde de la ceinture principale.

## Description
(49700) Mather est un astéroïde de la ceinture principale. Il fut découvert le 1er novembre 1999 à Uccle par Eric Walter Elst et Sergueï Ipatov. Il présente une orbite caractérisée par un demi-grand axe de 2,17 UA, une excentricité de 0,06 et une inclinaison de 3,6° par rapport à l'écliptique.

## Compléments